# Талвенден
Талвенден (њем. Thalwenden) општина је у њемачкој савезној држави Тирингија. Једно је од 89 општинских средишта округа Ајхсфелд. Према процјени из 2010. у општини је живјело 367 становника. Посједује регионалну шифру (AGS) 16061096.

## Географски и демографски подаци
Талвенден се налази у савезној држави Тирингија у округу Ајхсфелд. Општина се налази на надморској висини од 320 метара. Површина општине износи 3,4 km². У самом мјесту је, према процјени из 2010. године, живјело 367 становника. Просјечна густина становништва износи 110 становника/km².